# Thelocactus bicolor
Espèce
Synonymes
- Echinocactus bicolor Galeotti ex Pfeiff.
- Hamatocactus bicolor I.M.Johnst.
- Ferocactus bicolor (Galeotti ex Pfeiffer) N.P.Taylor
- Echinocactus bicolor Galeotti ex Pfeiff.
- Thelocactus pottsii (Salm-Dyck) Britton & Rose
- Echinocactus rhodaophthalmus
- Echinocactus bolaensis Runge
- Echinocactus schottii (Engelm.) Small
- Echinocactus wagnerianus A.Berger
- Thelocactus wagnerianus (Berger) A.Berger ex Backeb.
- Thelocactus flavidispinus (Backeb.) Backeb.
- Thelocactus schwarzii Backeb.

Statut de conservation UICN

 LC  : Préoccupation mineure
Statut CITES
Thelocactus bicolor est une espèce de plantes à fleurs de la famille des Cactaceae.

## Répartition
Elle est endémique dans les États de Chihuahua, Coahuila de Zaragoza, Durango, Nuevo Leon et Tamaulipas au Mexique et au Texas aux États-Unis. Elle est cultivée dans le monde entier comme plante ornementale.

## Description
C'est une plante succulente vivace charnue, globuleuse, épineuse avec des fleurs rouges et violettes. Elle atteint environ 20 cm en hauteur et en diamètre. Elle a une tige épineuse solitaire en forme de colonne ou sphérique. La tige a plus de 10 côtes saillantes, revêtues de tubercules prononcés d'où partent des épines radiales jaunes et rouges et quatre épines centrales jaune. Elle fleurit facilement, la fleur nait à l'apex et mesure 6 cm de diamètre.